# Ida Pfeiffer
Ida Laura Pfeiffer (Viena, 14 de outubro de 1797 — Viena, 27 de outubro de 1858) foi uma exploradora e escritora de livros de viagens austríaca.

## Biografia
Até os 45 anos era uma dona-de-casa que sonhava em viajar. Quando conseguiu criar seus filhos, vendeu a sua casa e o seu piano, e com esse dinheiro começou as suas viagens de exploração do mundo. Ao retornar lançou um livro de viagens com as anotações de seu diário, o que lhe rendeu alguma notoriedade. Conforme se foi tornando mais conhecida, obtinhas passagens gratuitas em navios estadunidenses e alemães. Geralmente viajava com pouco dinheiro, dormia e comia na casa de pessoas comuns, fazia anotações sobre as coisas que via, usando como base para posteriores livros de viagem e visitava lugares fora das rotas turísticas tradicionais, algumas vezes explorando regiões perigosas. Foi a primeira mulher a ser aceite como membro honorário nas sociedades geográficas de Berlim e Paris. Foi laureada pelo rei da Prússia com uma medalha de ouro por sua contribuição às artes e às ciências.

### Primeira viagem ao redor do mundo
Ida Pfeiffer partiu de Viena em maio de 1846, pegando um veleiro em Hamburgo para o Rio de Janeiro, onde desembarcou a 17 de setembro de 1846 após dois meses e meio de viagem. Em fevereiro de 1847 fez o temido percurso marítimo pelas águas tempestuosas ao redor do Cabo Horn até Valparaíso no Chile ("A aparência de Valparaíso é banal e monótona" "As classes inferiores são notadamente feias". Atravessando o Pacífico e fazendo escala no Tahiti ("jamais testemunhei cenas tão vergonhosas de depravação pública"), onde foi recebida pela rainha, ela chegou a Macau, depois a Hong Kong e Cantão ("eles comem cães, gatos, camundongos e ratos, os intestinos das aves, e o sangue de todo animal" "os chineses são inimigos dos banhos e da lavagem" "os chineses são acusados de matar vários de seus recém-nascidos" "talvez não exista nação na face da terra igual aos chineses na diligência e aplicação"). Nesses lugares, a aparição de uma mulher branca foi um evento extraordinário, e ela várias vezes se viu cercada de pessoas curiosas, a ponto de se sentir ameaçada. Passando por Singapura ("A cidade de Singapura e seus arredores contêm mais de 20 mil habitantes. As ruas me pareceram amplas e arejadas, mas as casas não são bonitas.") prosseguiu até o Ceilão ("as ruas [de Kandy] são bonitas, largas e limpas; as casas, com apenas um andar, são cercadas de varandas e colunatas"), de lá, após longas excursões, atingiu no final de outubro de 1847 o sul da Índia. As principais paradas de sua viagem pelo subcontinente indiano foram Calcutá, Benares e Bombaim ("Na Índia, sob o chamado 'governo inglês livre', achei uma triste prova de que a posição dos escravos no Brasil é melhor que a dos camponeses livres aqui"). Ela foi recebida nas casas dos indianos ricos e eminentes, participou de uma caça ao tigre, mas também percorreu longas distâncias em carros de boi. Em abril de 1848, prosseguiu viagem para a Mesopotâmia e Pérsia ("Nenhum país do mundo tem mais montanhas e menos rios do que a Pérsia"), visitou Bagdá, acompanhou caravanas através do deserto, viu as ruínas da Babilônia e Nínive e foi ameaçada por ladrões. O cônsul britânico em Tabriz, um conhecedor da região, ficou profundamente impressionado com a ousadia de suas aventuras. Passando pela Armênia, Geórgia, Odessa ("Os russos e os cossacos têm traços rudes e estúpidos, e seu comportamento corresponde completamente ao que sua aparência indica"), Constantinopla e Atenas voltou para casa, chegando em Viena em novembro de 1848, preocupada com os desdobramentos da Revolução de 1848. O registro dessa viagem, Eine Frauenfahrt um die Welt (Viagem de uma mulher ao redor do mundo), foi publicado em Viena em 1850 em três volumes. A tradução inglesa, A Woman's Journey round the World, foi publicada em Londres em 1850.
Nessa viagem Ida Pfeiffer visita o Rio de Janeiro, onde desembarca a 17 de setembro de 1846 após permanecer dois meses e meio a bordo de um veleiro. De todos os viajantes estrangeiros que estiveram no Rio no século XIX, Ida Pfeiffer talvez ofereça a imagem mais negativa da cidade. “Talvez resida nessa atitude crítica e em grande parte depreciativa do país a razão do fato de ser o seu nome e a sua obra menos conhecidos e considerados por estudiosos brasileiros, apesar dos valiosos dados que contém.” Mas embora ache a Praia dos Mineiros (entre o Largo do Paço, atual Praça XV, e o Arsenal da Marinha), onde desembarcou, “suja e repugnante, habitada por umas dúzias de negros igualmente sujos e repugnante”, o Paço Imperial um “edifício grande mas prosaico, como uma casa particular, sem pretensão a gosto ou beleza arquitetônica”, o Largo do Paço, “sujo, servindo à noite de local de dormir para muitos negros pobres e livres, que de manhã fazem ali suas necessidades, sem nenhum pudor, na frente de todos” e o Campo de Sant’Ana “o mais sujo de todos os lugares”, onde viu “corpos de cães e gatos em decomposição” e lavadeiras na fonte “lavando e secando e berrando”, de modo que "uma pessoa se sente feliz de deixar o lugar", Ida reconhece a beleza e imponência do aqueduto, semelhante a uma “obra romana”, admite que “o destino dos escravos não é tão ruim como muitos europeus acreditam” e que “a vida dos escravos no todo é melhor que a dos camponeses russos, poloneses ou egípcios que sequer consideramos escravos”, reconhece que a cidade é “muito bem iluminada” e que é seguro andar nas ruas à noite e surpreende-se com o interior do Teatro da Ópera (o Imperial Teatro de São Pedro de Alcântara, onde fica o atual Teatro João Caetano), com suas “salas amplas e magníficas, um palco grande e profundo, capacidade para mais de 2 mil pessoas e quatro lances de camarotes espaçosos”. Ida descreve a imponência das festas, entre elas a do batizado da princesa imperial e do aniversário do imperador. Passeia nos arredores da cidade – Alto da Boa Vista, Jardim Botânico, Corcovado (onde “se descortinou diante de nossos olhos um panorama semelhante ao qual o mundo tem poucos a oferecer”), Palácio de São Cristóvão – e excursiona até cidades próximas naquela época recém-criadas por colonos europeus como Petrópolis e Nova Friburgo. A caminho de Petrópolis, ela e seu acompanhante escaparam por um triz do ataque de um escravo furioso por ter sido espancado pouco antes pelo dono. Se a urbe carioca em si não a impressionou tanto, Ida reconhece os tesouros "com que a natureza adornou de forma realmente abundante os arredores desta cidade”. Ao prosseguir viagem até Valparaíso, quando o veleiro fez escala no porto de Santos, Ida aproveitou para subir em lombo de burro até a cidade de São Paulo, então com 22 000 habitantes mas já "um local de grande importância para o comércio interno do país".

### Segunda viagem ao redor do mundo
Em 1851 ela foi para a Inglaterra e para a África do Sul, com a intenção de penetrar no interior. Isso se revelou impraticável, mas ela foi para o arquipélago Malaio, passando dezoito meses nas Ilhas da Sonda, onde visitou os Dyaks de Bornéu e foi uma das primeiras pessoas a relatar o comportamento dos Bataks em Sumatra e dos habitantes das Ilhas Molucas. Depois de uma visita à Austrália, Madame Pfeiffer passou para a Califórnia, Oregon, Peru, Equador, Nova Granada e voltou para o norte até os Grandes Lagos, chegando em casa em 1854. Sua narrativa, Meine zweite Weltreise ("Minha segunda viagem ao redor do mundo"), foi publicada em Viena em 1856. A tradução inglesa, Second Journey round the World, foi publicada em Londres em 1857.
Chegada de New York, depois de uma curta estadia em Londres, partiu a 20 de novembro de 1854 numa embarcação de transporte de laranja (a escuna Royal Blue Jacket, de Bristol) com destino a Ponta Delgada, nos Açores, onde ao tempo vivia o seu filho Oscar Pfeiffer, um reputado pianista e compositor. Chegou aos Açores a 31 de dezembro, após 20 dias de viagem, desembarcando em Ponta Delgada a 2 de janeiro de 1855. Permaneceu na ilha de São Miguel até 21 de maio daquele ano de 1855, tendo visitado o vale das Furnas e outros locais de interesse. Viajou para Viena via Lisboa e Londres. O relato desta viagem, que contém uma interessante descrição da vida social, vestuário e costumes da ilha, constitui o capítulo final da sua obra Meine zweite Weltreise.

## Obras
Edições originais:
- Reise einer Wienerin in das Heilige Land. 2 Teile. Wien, 1844.
- Reise nach dem skandinavischen Norden und der Insel Island im Jahre 1845. 2 volumes. Pest, 1846.
- Eine Frauenfahrt um die Welt. Viagem de Viena ao Brasil, Chile, Otahaiti, China, Índia Oriental, Pérsia e Ásia Menor. Carl Gerold, Viena 1850. Carl Gerold, Wien 1850. (1a. Vol. Digitalisat und Volltext im Deutschen Textarchiv; 2o. Vol. Digitalisat und Volltext im Deutschen Textarchiv; 3o. Vol. Digitalisat und Volltext im Deutschen Textarchiv).
- Meine zweite Weltreise. Gerold, Wien 1856. (Digitalisat, Bd. 1–4).

Novas edições com títulos alterados:
- Eine Frau fährt um die Welt. (Weltreise), ISBN 3-900478-51-1.
- Reise in die neue Welt. (Amerika reise), ISBN 3-900478-86-4.
- Eine Frau fährt um die Welt. A viagem em 1846 para a América do Sul, China, Índia Oriental, Pérsia e Ásia Menor. ISBN 3-900478-29-5.
- Nordlandfahrt. (Islandreise), ISBN 3-900478-47-3.
- Abenteuer Inselwelt. (Borneo), ISBN 3-900478-70-8.
- Reise in das Heilige Land. (Israel, Jerusalem), ISBN 3-900478-98-8.
- Verschwörung im Regenwald. (Madagaskar; postum veröffentlicht), ISBN 3-85787-652-2.
- Ida Pfeiffer, Gabriele Habinger (eds.): „Wir leben nach Matrosenweise“. Briefe einer Weltreisenden des 19. Jahrhunderts. Promedia, Wien 2008, ISBN 978-3-85371-289-4.[9]
- Ida Pfeiffer, Gabriele Habinger (eds.): Abenteuer Inselwelt. Die Reise 1851 durch Borneo, Sumatra und Java. Edition Frauenfahrten. Promedia, Wien 1993, ISBN 3-900478-70-8 (edição original sob o título: Ida Pfeiffer: Meine zweite Weltreise).